# Aït Yahia
Aït Yahia é uma cidade e comuna localizada na província de Tizi Ouzou, no norte da Argélia. Em 2008, sua população era de 14 439 habitantes.